# ديفيد وايلد (ملحن)
ديفيد وايلد (بالإنجليزية: David Wilde)‏ هو ملحن بريطاني، ولد في 1935 في مانشستر في المملكة المتحدة.

## روابط خارجية
- ديفيد وايلد على موقع IMDb (الإنجليزية)
- ديفيد وايلد على موقع ميوزك برينز (الإنجليزية)
- ديفيد وايلد على موقع أول ميوزيك (الإنجليزية)
- ديفيد وايلد على موقع ديسكوغز (الإنجليزية)